# Europcar

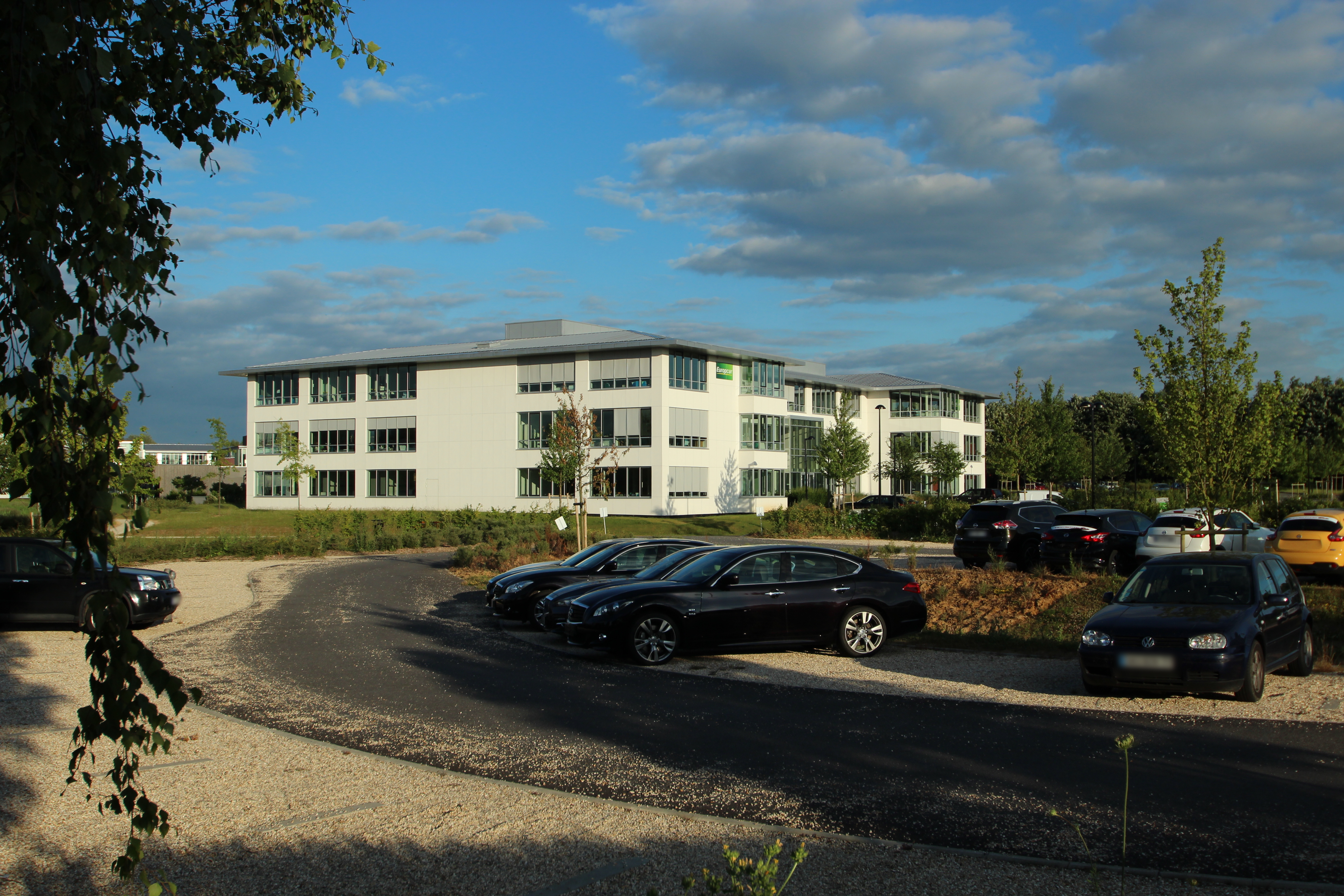
Sede centrale di Europcar a Voisins-le-Bretonneux, Francia

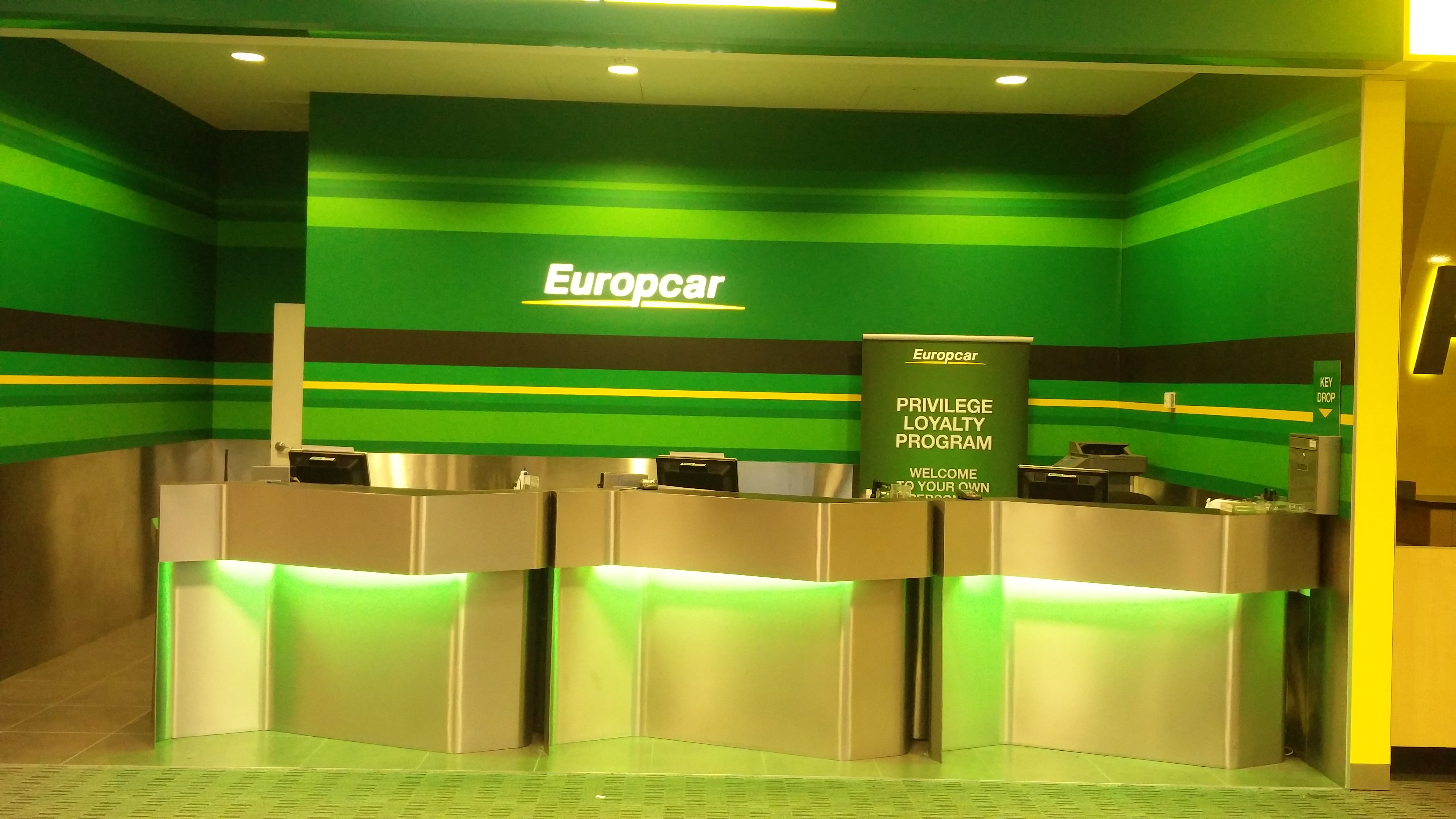
Ufficio Europcar nell'aeroporto di Christchurch

Europcar Mobility Group è una multinazionale francese di autonoleggio, fondata nel 1949 a Parigi dove è situata la sede principale
Europcar opera in 140 paesi in Europa, Nord America, Asia, Oceania ed Africa. Dal maggio 2006, Europcar è posseduto dal Eurazeo.

## Storia
Europcar Mobility Group è stata fondata nel 1949 a Parigi da Raoul-Louis Mattei sul nome di “The Automobile Subscription”. Il marchio “Europcars” è stato creato nel 1951. Nel 1970 l'azienda fu acquistata da Renault. Nel 1988 l'azienda fu acquistata dalla Compagnie Internationale des Wagons-Lits.
Dal 1998 è stata progressivamente acquistata dal gruppo Volkswagen. Nel 1999 è divenuta controllata al 100% dal produttore di automobili.
Nel 2006 il fondo di investimento Eurazeo ha acquistato Europcar dal gruppo Volkswagen, per un importo corrispondente a 2,4 volte il fatturato dall'azienda nel 2005.
Nel 2010 il gruppo ha collaborato con Daimler per lanciare Car2Go ad Amburgo, in Germania.
Philippe Germond, ex CEO di PMU, è diventato CEO nell'ottobre 2015.
Nel gennaio 2015 ha acquisito Ubeeqo, una startup specializzata in car sharing.
Nel 2017 ha acquistato GuidaMi, un servizio di carsharing a Milano. Ancora nel 2017 ha acquistato l'azienda di autonoleggio Goldcar, dal fondo di investimento italiano Investindustrial.

## Sponsorizzazioni
Nel 1980 ha iniziato a sponsorizzare squadre sportive, quando l'azienda ha sponsorizzato una squadra di Formula 1 e il rally Parigi-Dakar. La società ha anche sponsorizzato squadre e sportivi in altri sport come il golf e le maratone.
Nel 2009 ha sponsorizzato il ICC Champions Trophy che si è tenuto in Sudafrica.
Dal 2011 sponsorizza il team di ciclisti professionisti francesi gestito da Jean-René Bernaudeau, che prende il nome dal marchio: Team Europcar.

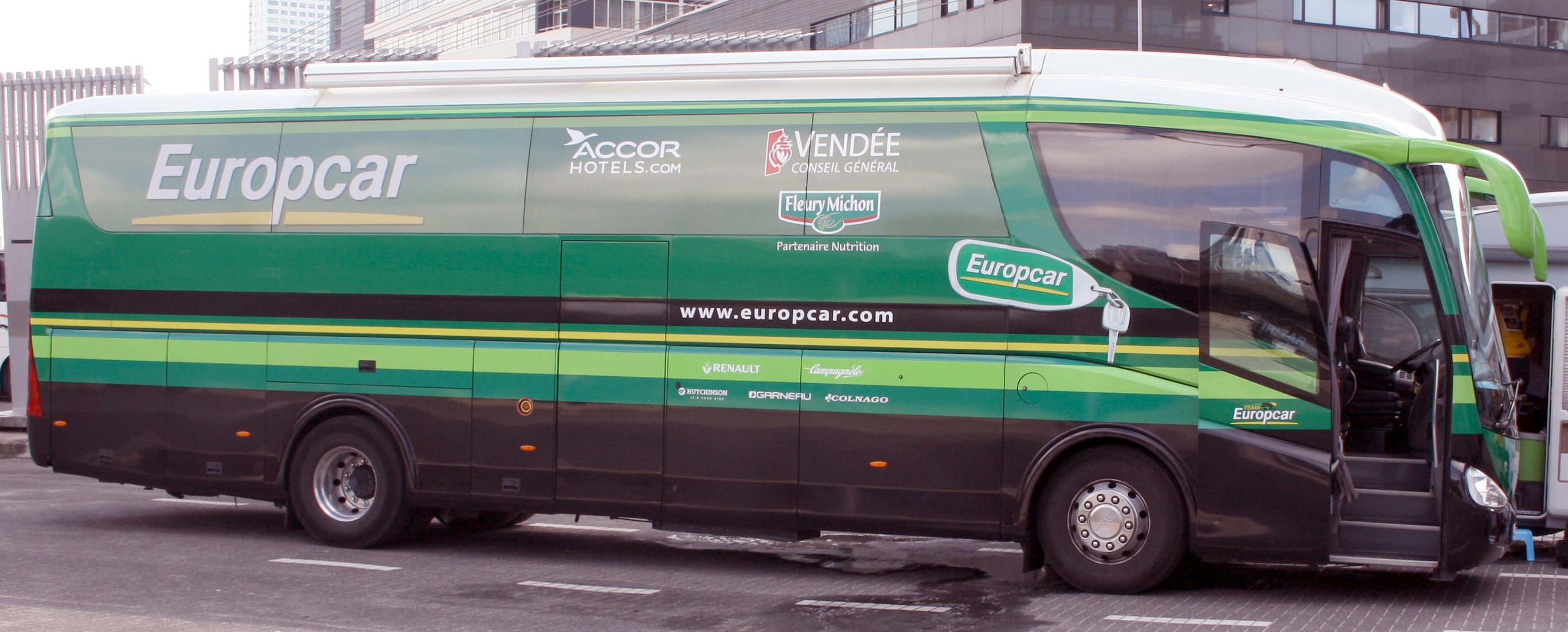
Autobus del Team Europcar Irizar PB

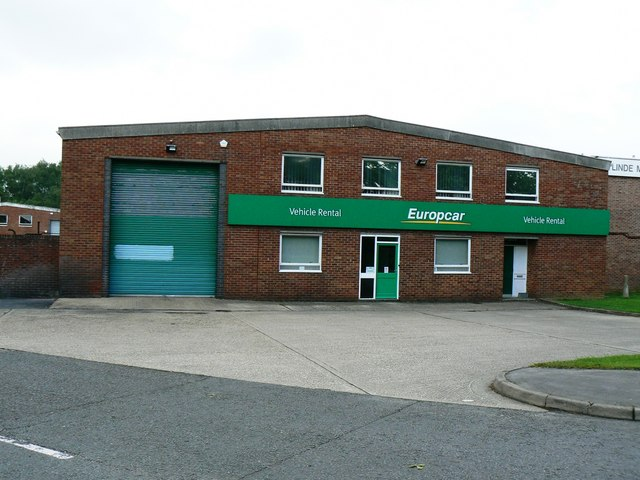
Garage Europcar nell'Hampshire

Nell'agosto 2014, l'Arsenal F.C. ha annunciato che Europcar è diventato il partner ufficiale nel settore di autonoleggio per tre anni.

## Problemi legali
Nel giugno 2014 il tribunale federale australiano ha statuito che un affiliato di Europcar in Tasmania aveva fatto dichiarazioni falsi o ingannevoli quando hanno accusato i clienti di danni ai veicoli. Il tribunale ha multato l'ex proprietario dell'affiliato $264,000.
Il 23 giugno 2017 le autorità hanno fatto irruzione nelle sedi centrali dell'azienda in Inghilterra. Il caso è stato rinviato al Serious Fraud Office a causa di accuse che Europcar ha sovraccaricato i suoi clienti per la riparazione di danni ai veicoli.